# Jardín de Cactus de Lanzarote
El Jardín de Cactus de Lanzarote es un cactarium situado en Guatiza, isla de Lanzarote, comunidad autónoma de Canarias, España. Se ubica en una antigua cantera de extracción de lapilli (piroclasto volcánico, llamado localmente picón o rofe), que los campesinos lanzaroteños utilizaban para cubrir sus cultivos y de este modo retener humedad que llegue a las raíces de las plantas. En el punto más alto del jardín se encuentra un molino que era utilizado para moler gofio y data de comienzos del siglo XIX.

## Localización
El Jardín de Cactus se encuentra en la zona de tuneras de Guatiza, lugar de cultivo de la cochinilla en la isla de Lanzarote.

## Historia
Este cactarium fue el último trabajo que realizó César Manrique en Lanzarote, en 1991.
El botánico Estanislao González Ferrer se encargó de seleccionar y reunir los especímenes de las plantaciones.

## Colecciones
Dispuestas en un espacio con forma de anfiteatro aquí se albergan unos diez mil ejemplares de cactus de unas cuatrocientas especies diferentes agrupados en 13 familias, procedentes de América, Madagascar, Canarias, Marruecos, Etiopía y otras zonas desérticas de la tierra.